# Muniyanapalya, Bangalore North
Muniyanapalya là một làng thuộc tehsil Bangalore North, huyện Bangalore Urban, bang Karnataka, Ấn Độ.